# Ярковский, Павел Осипович
Павел Осипович Ярковский (1781 — 24 мая 1845, Киев) — русский библиограф и библиотекарь польского происхождения.

## Биография
Родился в 1781 году. В 1801 году окончил Кременецкую школу. В 1805 году был принят на работу в Волынскую гимназию, где работал библиотекарем, а также преподавал курс всеобщей библиографии и грамматики вплоть до её закрытия в 1832 году, после чего он сам и его богатейшая библиотека переведены в университет Святого Владимира в Киеве, где он продолжил свою библиотечную деятельность вплоть до смерти.
Скончался 24 мая 1845 года.